# Jerzmanowicien
Lincombien-Ranisien-Jerzmanowicien
Objets typiques
pointes foliacées dites « pointes de Jerzmanowice », grattoirs
Le Jerzmanowicien, encore appelé Lincombien-Ranisien-Jerzmanowicien (abrégé en LRJ), est un ensemble culturel archéologique datant de la transition entre Paléolithique moyen et Paléolithique supérieur en Europe, et s'étendant géographiquement de l'Angleterre (appellation de Lincombien d'après le site de Lincombe Hill), à l'Allemagne (Ranisien d'après de site de Ranis) et à la Pologne (Jerzmanowicien d'après la grotte éponyme, située près d'Ojców en Pologne). 
Les datations oscillent entre environ 45 000 et 39 000 ans calibrés avant le présent selon les endroits,. 
Le complexe LRJ est à la transition entre les cultures du paléolithique moyen et du paléolithique supérieur : d'un côté il semble se rattacher à un moustérien présent en Europe du Nord juste avant (pointes foliacées, débitage Levallois), de l'autre il semble inclure des techniques innovantes venues du Proche-Orient (burins, débitage laminaire). Successivement, des restes d'Homme de Néandertal dans la grotte de Spy et un maxillaire d'Homme moderne dans la grotte de Kent ont été associées à la culture du Jerzmanowicien, ces deux associations sont contestées.  
Le terme Altmühlien est parfois utilisé dans les anciennes publications pour évoquer la première phase du complexe LRJ en Allemagne; il est aujourd'hui rattaché au « Blattspitzen-gruppe » (voir de:Blattspitzen-Gruppe), culture à pointes foliacées du Paléolithique moyen, dont la filiation avec le LRJ n'est pas assurée.

## Historique
C'est d'abord en Allemagne sous le nom  d'Altmühlien qu'une culture de transition du Paléolithique moyen-supérieur a été identifiée. La première interprétation fut celle d'une évolution graduelle depuis un Moustérien local ou un Micoquien local vers une culture plus évoluée.
Puis le Lincombien a été identifié en Angleterre d'après le site de Lincombe Hill, le Ranisien en Allemagne d'après de site de Ranis en Thuringe, et le Jerzmanowicien en Pologne d'après la grotte de Jerzmanowice. Les trois cultures ont été ensuite rapprochées dans le même complexe, le complexe Lincombien-Ranisien-Jerzmanowicien (LRJ). 
Par la suite, le terme d'Altmühlien a été rattaché au Blattspitzen gruppe d'Allemagne, industrie lithique du paléolithique moyen (plutôt rattachée à un moustérien qu'au micoquien). La transition douce de l'Altmühlien vers le Lincombien-Ranisien-Jerzmanowicien a été remise en cause. Le terme Altmühlien n'est plus en usage dans les publications récentes.
La culture du Lincombien-Ranisien-Jerzmanowicien, du fait de son long nom, est souvent abrégée en l'acronyme LRJ ou en Jerzmanowicien (un des marqueurs de la culture étant la pointe de Jerzmanowice).

## Caractéristiques
L'industrie lithique est caractérisée par des pointes foliacées qu'on nomme souvent « pointe de Jerzmanowice » qui trouverait en partie ses origines dans le Micoquien. 
Aussi :
- Pointes foliacées bifaciales
- Burins
- Grattoirs

## Extension géographique
On retrouve le complexe LRJ dans toute l'Europe du Nord, de la Grande-Bretagne à la Pologne (et peut-être au-delà avec le Streletskien):
- Angleterre : le nord de la Grande-Bretagne étant sous l'Inlandsis de glace, le LRJ n'est retrouvé que dans le sud de l'Angleterre. Le site de Glaston, dans les Midlands de l'est en Angleterre, est le seul qui se trouve à ciel ouvert.
- Pays-Bas
- Allemagne : on le retrouve particulièrement en Bavière, en Thuringe et en Rhénanie-du-Nord-Westphalie.
- Pologne : Grotte de Nietoperzowa (pl) (niveau 6) tout près du village polonais de Jerzmanowice

## Datation
Liste de datations récentes du LRJ : 
| Site                                                      | Pays      | Date                        | Méthode et référence           |
| --------------------------------------------------------- | --------- | --------------------------- | ------------------------------ |
| Site de Ilsenhöhle, Ranis Grotte_d'Ilsen (couches 8 et 9) | Allemagne | ~ 45 000 ans cal. AP        | Radiocarbone                   |
| Grotte de Nietoperzowa (pl) (niveau 6)                    | Pologne   | ~ 43 000 ans cal. AP        | Carbone 14 par AMS sur charbon |
| Grotte de Nietoperzowa (pl) (niveau 6)                    | Pologne   | ~ 42 500 ans cal. AP        | Ossement                       |
| Glaston                                                   | G-B       | 44 300 à 42 500 ans cal. AP | ?                              |
| Grotte de Kent                                            | G-B       | 44 200 à 41 500 ans cal. AP | contesté                       |

## Relation avec les autres cultures
En Russie et en Ukraine la culture du Streletskien présente de nombreuses ressemblances avec le Jerzmanowicien.
Les cultures du Szélétien et son prédécesseur le Bábonyien en Hongrie sont aussi des faciès caractérisés par des pointes foliacées, soit issues d'un fond local micoquien, soit issues des Balkans. Le Szélétien récent rappelle le Solutréen. On trouve quelques dizaines de sites du Szélétien notamment dans le sud-ouest de la Moravie, dont celui de Vedrovice. Il aurait des liens avec le Jankovichien du nord-ouest de la Hongrie, parfois appelé Szélétien de Transdanubie. 
Ces cultures changent en quelques milliers d'années l'industrie lithique de l'Europe centrale et orientale. Elles inaugurent peut-être l'arrivée dans ces régions de l'Homme moderne et le passage vers le Paléolithique supérieur. Il est à remarquer que les plus anciennes pointes foliacées du Bábonyien datent de la fin du dernier interglaciaire au début du dernier glaciaire (SIO 5a à 5e). Des pièces foliacées ont également été trouvées dans la grotte de Kozarnika, en Bulgarie, dans le niveau Moustérien, entre 130 000 et 50 000 ans avant le présent. À Temnata Dupka, autre grotte du nord de la Bulgarie, une industrie moustérienne à pointes foliacées balkanique est présente dès la couche 10 (± 185 000 ans), le niveau V de Korolevo en Ukraine a livré des pointes foliacées des couches de transition entre l'Acheuléen et le Moustérien, soit de l'interstade 1/3 et 2/3 du Riss (entre 200 000 et 300 000 ans) .
Par ailleurs, de nombreux bifaces foliacés datés de la fin du Paléolithique moyen ont été découverts entre l'Ukraine, essentiellement le bassin du Dniestr et le nord de la Bulgarie. Les bifaces foliacés seraient apparus en Afrique avec l'Atérien et le Complexe Nubien du bassin du Nil (SIO 5) ainsi que jusque dans le Stillbayen au premier pléniglaciaire (il y a environ 70 000 ans).